# Деймиън Шазел
Деймиън Шазел (на английски: Damien Chazelle) е френско-американски кинорежисьор, сценарист и продуцент. 

## Биография
Деймиън Шазел е роден на 19 февруари 1995 година в Провидънс, Роуд Айлънд. Израства в Принстън, Ню Джърси, където посещава еврейско училище поради недоволството на неговите родители от качеството на католическото религиозно образование в града.  Киното е първата му любов, но преди това се опитва да стане джаз барабанист в гимназията. Учителят му по това време го вдъхновява за филма му „Камшичен удар“. Учи кинорежисура в Харвардския университет и завършва през 2007 година.

### Кариера
Деймиън Шазел е известен с режисирането на филмите „Камшичен удар“ (2014), „La La Land“ (2016), „Първият човек“ (2018) и „Вавилон“ (2022).
За „Камшичен удар“ е номиниран за „Оскар“ за най-добър адаптиран сценарий. Със следващия си филм La La Land получава общо 14 номинации за „Оскар“, от които печели шест, а сред тях е тази за „Оскар“ за най-добър режисьор. По този начин на 32 години става най-младият режисьор, спечелил тази награда.  Той също така режисира два епизода от лимитирания сериал на Нетфликс „Еди“ (2020).

### Персонален живот
Деймиън Шазел се жени за продуцентката Жасмин Макглейд през 2010 г., те се развеждат през 2014 г.  През октомври 2017 г. Шазел и актрисата Оливия Хамилтън, завършила Принстънския университет и бивш консултант на „McKinsey & Company“, обявяват годежа си  и двойката се жени на 22 септември 2018 г.  Двамата имат син, който се ражда през ноември 2019 г.  Второто им дете се ражда през декември 2022 г. 

## Филмография
| Година | Заглавие                       | Оригинално заглавие              | Режисьор | Сценарист | Продуцент | Бележки                   |
| ------ | ------------------------------ | -------------------------------- | -------- | --------- | --------- | ------------------------- |
| 2009   | Гай и Маделин на пейка в парка | Guy and Madeline on a Park Bench | Да       | Да        | Да        | също оператор и монтажист |
| 2013   | Последният екзорсизъм II       | The Last Exorcism Part II        | Не       | Да        | Не        |                           |
| 2013   | Сценична клопка                | Grand Piano                      | Не       | Да        | Не        |                           |
| 2014   | Камшичен удар                  | Whiplash                         | Да       | Да        | Не        |                           |
| 2016   | Ул. Чудовищно 10               | 10 Cloverfield Lane              | Не       | Да        | Не        |                           |
| 2016   | La La Land                     | La La Land                       | Да       | Да        | Не        |                           |
| 2018   | Първият човек                  | First Man                        | Да       | Не        | Да        |                           |
| 2022   | Вавилон                        | Babylon                          | Да       | Да        | Не        |                           |